# Martí Batres
 (juin 2024).
Si vous disposez d'ouvrages ou d'articles de référence ou si vous connaissez des sites web de qualité traitant du thème abordé ici, merci de compléter l'article en donnant les références utiles à sa vérifiabilité et en les liant à la section « Notes et références ».
Martí Batres, né le 26 janvier 1967 à Mexico (Mexique), est un avocat et homme politique mexicain.